# Claudio Marchisio
Claudio Marchisio (n. 19 ianuarie 1986, Torino) este un fotbalist italian retras din activitate care a jucat ultima dată pentru Zenit Saint Petersburg.
Claudio s-a alăturat lui Juve încă de la vârstă de șapte ani, jucând inițial la grupele de juniori ca atacant și avându-l ca exemplu pe Alessandro Del Piero. La 16 ani antrenorul său a decis că poate da randament mai mare la mijlocul terenului și de atunci Marchisio și-a consilidat poziția de mijlocaș central. A câștigat împreună cu Sebastian Giovinco și Paolo De Ceglie campionatul, cupa și supercupa cu Juventus Primavera, iar în 2006 a debutat în prima echipă a torinezilor cu ocazia meciului din Cupa Italiei cu Martina. În campionat a îmbrăcat prima dată tricoul bianconero pe 6 noiembrie 2006, într-o partidă cu Napoli SS. În a doua parte a sezonului 2006-2007 din Serie B a devenit unul din oamenii de bază ai lui Didier Deschamps, fiind folosit toate cele 90 de minute în șase partide consecutive de la victoria lui Juventus 2-0 cu Napoli. Este cel care a jucat cele mai multe partide dintre jucătorii tineri ai lui Juventus, 34 de partide în total, din care trei în Champions League.
Datorită prestațiilor foarte bune de la Juventus din sezonul 2006-2007, Marchisio a fost chemat la echipa națională a Italiei U-21 alături de tinerii lui coechipieri de la Juve Sebastian Giovinco, Paolo De Ceglie și Domenico Criscito pentru meciul de calificări împotriva Albaniei.
Marchisio face parte din echipa Under 21 a Italiei din 2007. De atunci a devenit un om de bază în națională participând la Turneul de la Toulon în Franța, precum și la Jocurile Olimpice din 2008, cu reprezentativa similară a Italiei. A reușit un gol de la 30 de metri, în meciul cu Turcia, prin care a contribuit la succesul din Turneul francez. Claudio a avut mai puțin noroc la Jocurile Olimpice, intrând în meciul de debut în locul lui Sebastian Giovinco, dar fiind nevoit să rateze restul competiției din cauza unei accidentări.